# ماکان (شهرستان خایبولینسکی، باشقیرستان)
ماکان (انگلیسی: Makan, Khaybullinsky District, Republic of Bashkortostan) یک شهرک در شهرستان خایبولینسکی استان باشقیرستان کشور روسیه است.